# 승리

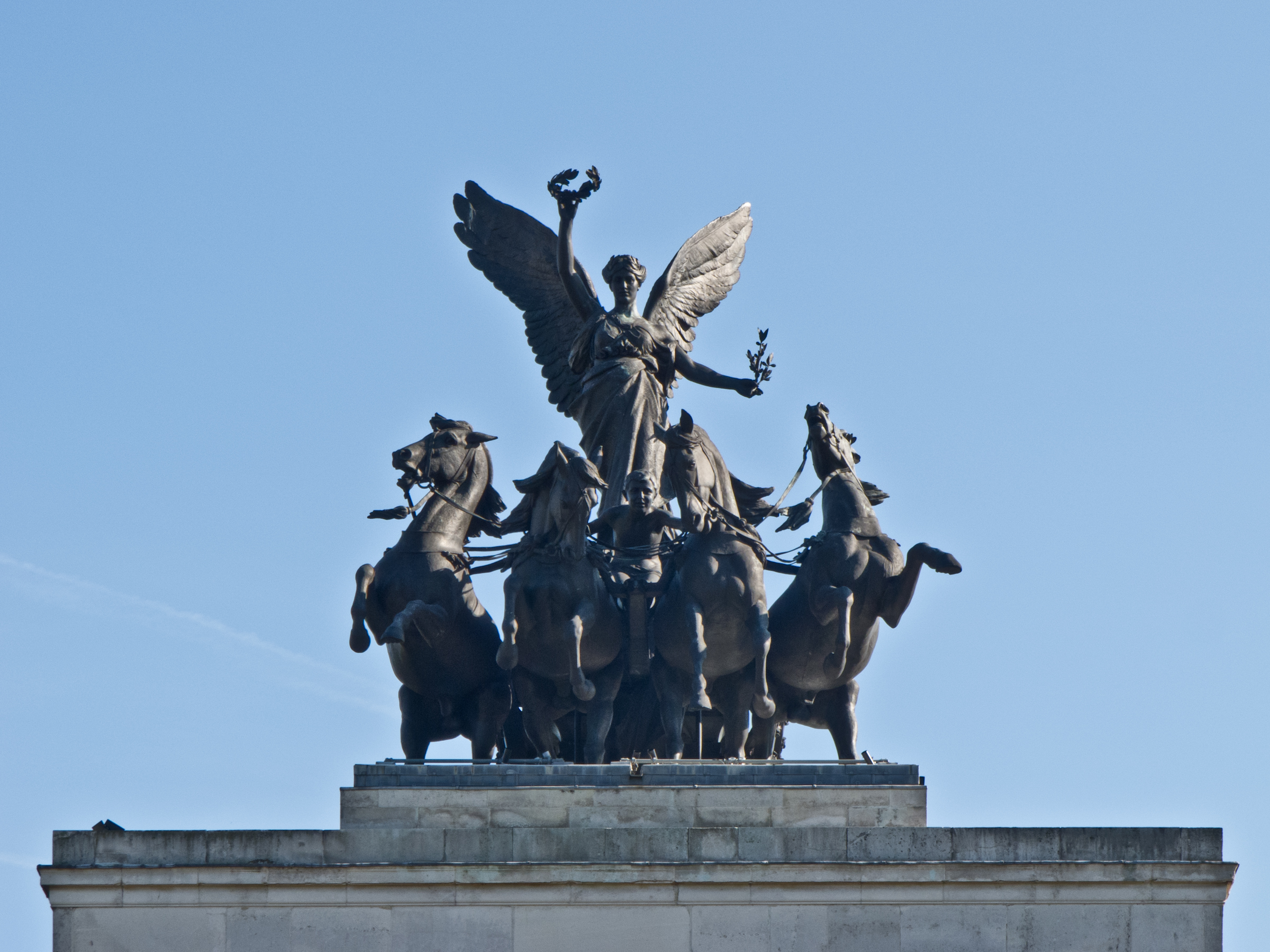
영국 런던 웰링턴 아치에 조각되어 있는 빅토리아 조각상.

승리(勝利) 또는 빅토리(영어: Victory)는 전쟁과 관련하여 개인 간 결투의 성공을 가리키지만, 더 넓은 뜻으로는 어떠한 경쟁에라도 적용할 수 있다. 군사행동에서의 성공은 전략적 성공으로 간주되는 반면, 교전에서의 성공은 전술적 성공으로 간주된다. 정서적 승리는 의기가 찬 감정을 수반하며 인간 행위에서는 강력한 엔도르핀을 동반한다.

## 설명
승리의 영단어 Victory(라틴어: victoria에서 유래)는 원래 전쟁에 사용되었으며 개인 결투, 일반적인 군사 작전 이후 또는 더 나아가 모든 경쟁에서 달성한 성공을 의미한다. 군사 작전의 성공은 전략적 승리인 반면, 군사 교전의 성공은 전술적 승리이다.
인간의 감정 측면에서 승리는 강한 기분 좋은 감정을 동반하며, 인간 행동에서는 종종 전투 이전에 움직임과 위협 표시와 유사한 포즈를 취하는데, 이는 전투 전과 전투 중에 축적된 과도한 엔도르핀과 관련이 있다. 승리의 춤과 승리의 외침은 물리적인 폭력이 발생하기 전에 수행되는 평행 전쟁 춤과 전쟁의 외침과 유사하다. victoria라는 용어가 유래된 고대 로마에 보고된 승리 행동의 예는 서기 69년 바타비아 반란에서 퀸투스 페틸리우스 세리얼리스(Quintus Petillius Cerialis)를 상대로 승리한 후의 가이우스 율리우스 시빌리스를 들 수 있다(타키투스에 따르면). 그리고 또한 579년 랑고바르드족이 승리 축하 행사에서 부른 오딘에게 바치는 "가증스러운 노래"도 있다. 희생 동물은 염소였는데, 그 머리 주위에서 랑고바르드족은 승리 찬미를 부르면서 원을 그리며 춤을 췄다. 로마 공화국과 제국은 개선식과 승리 기둥(예: 트라야누스 원주) 및 아치와 같은 기념물로 승리를 축하했다. 트로피는 적의 무기(스폴리아)나 신체 부위(헤드헌터의 경우) 등 패배한 무리에서 가져간 승리의 증표이다.
그리스의 니케 로마의 빅토리아 (신화)의 경우처럼 신화는 종종 승리를 신격화한다. 승리한 요원은 영웅이며 종종 괴물과 직접 전투를 벌이는 것으로 묘사된다(예: 용을 죽이는 성 게오르기우스, 아히를 죽이는 인드라, 미드가르드 뱀을 죽이는 토르 등). 로마 신화의 솔 인빅투스("무적의 태양")는 기독교에서 그리스도의 별명이 되었다. 다소의 바울은 그리스도의 부활을 죽음과 죄에 대한 승리로 제시한다(고전 15:55).

## 같이 보기
- 패배
- 피로스의 승리
- 공격성
- 대첩
- 경쟁 (생물학)
- 정복
- 최후의 승리
- 투쟁-도피 반응
- 윌리엄 테쿰세 셔먼
- 승리의 날
- 전쟁
- 사모트라케의 니케